# Shemām
Shemām (persiska: شمام) är en ort i Iran.   Den ligger i provinsen Gilan, i den nordvästra delen av landet, 220 km nordväst om huvudstaden Teheran. Shemām ligger 644 meter över havet och antalet invånare är 132.
Terrängen runt Shemām är kuperad åt nordost, men åt sydväst är den bergig. Terrängen runt Shemām sluttar österut. Runt Shemām är det ganska glesbefolkat, med 45 invånare per kvadratkilometer. Närmaste större samhälle är Rostamābād, 3,5 km sydost om Shemām. Trakten runt Shemām består till största delen av jordbruksmark.